# Hansa (site)
Hansa foi um website criado em 2015 e hospedado na Darknet utilizado para o comércio de bens ilegais e ilícitos, como drogas, armas e dados hackeados. O site era acessível através do navegador anônimo Tor e suas transações eram feitas exclusivamente utilizando a criptomoeda Bitcoin.
O site esteve entre os mercados darknet mais populares na deep web e antes de seu fechamento possuía um catálogo de mais de 40 mil itens. Logo após a queda de seu concorrente AlphaBay, foi anunciado, em 20 de julho de 2017, que as autoridades holandesas haviam tomado controle do site e que ele havia sido derrubado em uma operação internacional envolvendo autoridades de diversos países, incluindo FBI e Europol.

## História
Hansa foi criado em 18 de Julho de 2015 por dois indivíduos alemães que também faziam parte da administração de um famoso site de comércio ilegal de e-books.
Entre Setembro de 2015 e Dezembro de 2016 o site movimentou mais de US$3 bilhões em suas transações, de acordo com relatórios do OnionScan.
Em 30 de Janeiro de 2017 o site lançou um programa de caça a bugs, que recompensava seus usuários em até 10 bitcoins por cada falha ou vulnerabilidade encontrados no serviço. Um hacker encontrou falhas que expunham usuários a spam e phishing, mas recusou a recompensa de 1 bitcoin oferecida pelo site.
Após a queda de seu maior concorrente, AlphaBay, em Junho de 2017,  o site fechou o cadastro de novos usuários, alegando problemas técnicos devido à grande migração dos refugiados do AlphaBay.
Em Junho de 2017 as autoridades holandesas apreenderam os administradores do Hansa e tomaram controle sobre o site. Apenas um mês depois, em 20 de Julho de 2017, foi anunciado que o site havia sido comprometido e derrubado.

## Utilização
Para proteger o anonimato dos usuários, o serviço era acessível apenas pelo seu endereço na rede anônima da deep web, acessada pelo navegador Tor. Também era necessário que os usuários possuíssem uma carteira de Bitcoin para realizar as transações no site. O processo de cadastro era bastante simplificado, sendo necessário definir apenas um nome de usuário e senha. Nenhuma outra informação pessoal era necessária para evitar rastreabilidade dos usuários.
Os usuários poderiam então explorar diversas categorias do catálogo, que iam desde jóias e eletrônicos a drogas e documentos falsificados. Era possível também fazer buscas detalhadas, filtrando por tipo de itens, preço, países de origem e diversos outros detalhes dos produtos e dos vendedores. A venda de drogas era a maior fonte de movimentação no Hansa – assim como na maioria dos mercados da Darknet – compondo mais de 50% do catálogo do site.
A loja também incluía o modelo de avaliação dos vendedores e "selos de confiança", atribuídos a vendedores com alta taxa de sucesso e boa reputação nos mercados Darknet. Isso provia aos seus clientes uma forma de confirmar a confiabilidade dos vendedores.
Ao realizar compras, o usuário deveria então descrever o endereço de entrega em um formato escolhido pelo vendedor e esta informação era entregue em mensagens criptografadas ao vendedor. Tais detalhes não ficavam associados à conta do usuário.
Assim que o pagamento dos bitcoins fosse realizado, o vendedor poderia então realizar o envio dos itens e o usuário poderia avaliá-lo em relação ao tempo de entrega e deixar comentários sobre o serviço realizado.
Diferente de outros sites de vendas da Darknet, no Hansa não era necessário que o usuário depositasse fundos no site para realizar as transações. O pagamento era realizado no momento da compra, direto da carteira de Bitcoin do usuário para uma carteira do site. Então a transação seria assegurada de forma que poderia em seguida ser finalizada ou cancelada.

## Apreensão

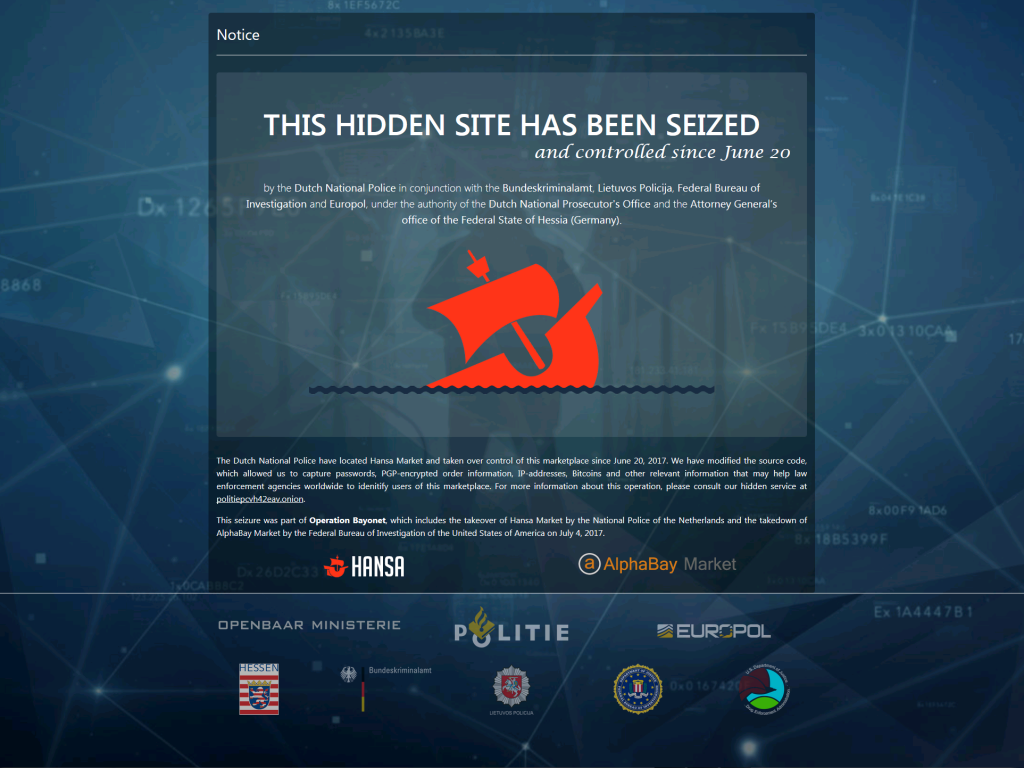
Aviso de apreensão mostrado na página do Hansa a partir de 20 de Julho de 2017

Em 2016, com o apoio da Europol e da empresa de segurança na internet Bitdefender, as autoridades holandesas iniciaram investigações sobre o mercado ilegal do Hansa. Essas investigações fizeram parte de uma colaboração internacional com o FBI e o Departamento de Combate às Drogas americano (DEA) em uma grande operação chamada Operação Bayonet, que resultou na apreensão de diversos mercados darknet, entre eles o Hansa e o AlphaBay. A ação internacional foi essencial para agilizar o processo de apreensão, pois o Hansa possuía servidores espalhados pela Holanda, Alemanha e Lituânia.
As autoridades holandesas tomaram controle do Hansa em 20 de Junho de 2017, mas mantiveram o site online para monitorar as atividades dos usuários na plataforma e juntar evidências para futuras condenações dos usuários. Ao tomar controle do site, as autoridades fizeram alterações em seu código-fonte, permitindo que fossem capturadas informações encriptadas, senhas, endereços IP e outras informações que ajudariam a identificar os usuários. Quando o AlphaBay, mercado darknet dominante na deep web, foi fechado pelas autoridades americanas, os usuários começaram a migrar para outros mercados ainda disponíveis, e o mais popular na lista era o Hansa, que teve seu número de cadastros elevado em até oito vezes logo após a apreensão do AlphaBay. O alto número de usuários novos, chamados de "Refugiados do AlphaBay" nas operações da polícia, forçou as autoridades a fechar temporariamente o registro de novos usuários no site para que pudessem lidar com o fluxo de informações dos usuários. Neste processo, as autoridades foram capazes de coletar informações e endereços de diversos usuários do site. De acordo com o investigador de cybercrimes, Martijn Egberts, a polícia holandesa foi capaz de coletar cerca de 10 mil endereços de compradores fora da Holanda.
Em Junho de 2017 as autoridades apreenderam dois alemães identificados como os administradores do site na cidade de Siegen, na Alemanha. Os dois homens foram enviados para uma prisão na região da Baviera e só podiam se comunicar com seus advogados. Uma terceira pessoa também foi levada em custódia, e foi revelado que ela administrava junto aos dois administradores do Hansa um outro site na Web de superfície voltado ao comércio ilegal de e-books. As buscas levaram a polícia a confiscar 165 mil euros em bitcoins, dinheiro vivo e depósitos bancários.
Poucos dias depois do anúncio de apreensão do site, a polícia holandesa anunciou as primeiras apreensões de usuários do Hansa. Um homem de 28 anos foi capturado na cidade holandesa Krimpen aan den IJssel, sob a acusação de vender drogas na dark web por anos utilizando o alias 'Quality Weeds'. Além dele, três jovens de 17 anos também foram presos na região da Guéldria também sob suspeitas de venda de drogas e vários outros usuários foram identificados.

## Impacto da apreensão
As operações das autoridades sobre o Hansa e AlphaBay tiveram claramente intenções de implantar desconfiança no mercado da dark web de forma que os usuários não se sintam seguros neste ambiente. Após o fechamento do AlphaBay, muitos usuários migraram para o Hansa sem saber que a plataforma já estava sendo monitorada pelas autoridades. Segundo amostras do Oxford Internet Institute (OII), nas semanas que ocorreram as ações contra os dois sites, houve uma queda considerável do volume de vendas na dark web, porém a longo prazo as atividades acabaram voltando ao movimento normal e os usuários apenas migraram para outros mercados, como o Dream Market.

## Ver Também
- Dark Internet
- Deep Web
- Tor (rede de anonimato)
- AlphaBay
- Dream Market
- Operação Bayonet